# Isole Reef
Le Isole Reef (conosciute anche come Swallow Islands o Matema Islands) sono un gruppo di 16 isole, nell'arcipelago delle Isole Santa Cruz, appartenenti alle Isole Salomone.
Il gruppo delle Reef è ubicato a circa 80 km a nordest dell'isola di Nendo.
Fanno parte del gruppo delle Reef le isole
- Makalom
- Pileni
- Nifiloli
- Fenualoa
- Nibanga Temau
- Lomlom
- Ngalo
- Ngawa
- Matema
- Ngatendo
- Ngandeli
- Pigeon Island

Completano il gruppo quattro strutture coralline che affiorano in superficie e precisamente i banchi Malani, Malimi, Matumba e Manuwa.
Nelle isole di Pileni e Matema, oltre che nelle vicine Nalongo and Nupani e Nukapu, è parlata la lingua vaeakau-taumako o Pileni, una lingua polinesiana. Nelle rimanenti isole è al contrario parlato l'äiwo, un dialetto oceanico delle lingue Reefs-Santa Cruz.
Le isole sono di costituite da calcare corallino con banchi di sabbia nelle zone sottovento.